# Bolyphantes nigropictus
Bolyphantes nigropictus är en spindelart som beskrevs av Simon 1884. Bolyphantes nigropictus ingår i släktet Bolyphantes och familjen täckvävarspindlar. Inga underarter finns listade.